# Crocidura longipes
Crocidura longipes es una especie de musaraña de la familia de los soricidae.

## Distribución geográfica
Es endémica de Nigeria. 